# Спасоевич, Илия
Илия Спасоевич (серб. Ilija Spasojević; 11 сентября 1987, Бар, Югославия) — черногорский и индонезийский футболист, нападающий клуб «Бали Юнайтед» и сборной Индонезии.

## Биография
Родился в 1987 году в городе Бар, на территории современной Черногории.

### Карьера в сборной
В начале карьеры вызывался в юношеские сборные Сербии и Черногории.
Прожив в Индонезии более 5 лет, Спасоевич получил гражданство Индонезии в октябре 2017 года. 25 ноября того же года он дебютировал за сборную Индонезии в товарищеском матче со сборной Гайаны, в котором отметился дублем и принёс своей новой команде победу со счётом 2:1. В следующий раз был вызван в сборную в марте 2019 года на товарищескую встречу со сборной Мьянмы (2:0), в котором также отметился забитым голом.

## Достижения
«Динамо» Тбилиси
- Чемпион Грузии: 2007/08
- Обладатель Кубка Грузии: 2008/09
- Обладатель Суперкубка Грузии: 2008

«Бхаянгкара»
- Чемпион Индонезии: 2017

«Бали Юнайтед»
- Чемпион Индонезии: 2019

## Личная жизнь
Принял ислам. Состоял в браке с индонезийкой Лелхи (Lelhy), с которой имел двух детей: сына Драгана (р. 28 ноября 2014) и дочь Ирину (р. 27 февраля 2017). Оба ребёнка имеют гражданство Индонезии. Лелхи Спасоевич умерла 20 ноября 2019 года от лёгочной инфекции.